# Обухівський молочний завод
ПрАТ «Обухівський молочний завод» — підприємство молочної промисловості у місті Обухів, Київської області. Засноване на початку 1930-х років. На заводі виробляється близько 50 видів молочних продуктів і морозива під торговельною маркою «Лукавиця». Продукція заводу має попит як у населення Обухівського району, так і мешканців м. Києва. Товариство є одним із провідних підприємств у молокопереробній галузі в Київській області.

## Історія
Підприємство засноване на початку 1930-х років. У 1943 році, після визволення Обухова від німецько-фашистських загарбників, відновлено роботу молочного заводу. У 1957 році його побудовано на новій ділянці, де він нині і розташований. Потужність переробки молока становила 50 тонн за зміну. У 1987—1990 роках проведено реконструкцію заводу з добудовою виробничих площ з метою збільшення потужності та розвирення асортименту молочної продукції. У 1988—1990 роках для повнішого забезпечення молочними продуктами жителів Обухівського району на заводі побудовані цех з виробництва продукції з незбираного молока потужністю 10 тонн за зміну та ділянка виробництва фасонового морозива.
У 1993 році підприємство стало орендним, а у 1995 році майно заводу було викуплено колективом і створено Акціонерне товариство закритого типу «Обухівський молочний завод». За час роботи акціонерного товариства «Обухівський молокозавод» проведено реконструкцію ділянки виробництва морозива, холодильно-компресорної ділянки, холодильних камер для готової продукції; організовано транспортний підрозділ з 25 транспортних одиниць (з них — 13 молоковозів), організовано фірмову торгівлю у місті Києві. З 1995 року по 2004 рік на заводі додатково створено 110 робочих місць.

## Відзнаки
ПрАТ «Обухівський молочний завод» визнано переможцем Всеукраїнського конкурсу якості продукції «100 найкращих товарів України—2003» у номінації «Продовольчі товари» за відмінну якість продукції — масла вершкового «Селянське». За виробництво цієї продукції присуджено золоту медаль Загальнонаціонального конкурсу «Вища проба».
На фестивалі морозива, що проходив у 2002 році у Національному виставковому комплексі «Експоцентр України, морозиво торговельної марки «Лукавиця» посіло 2-е місце та нагороджено Кубком фестивалю і медаллю.
Товариство нагороджено дипломом за участь у презентації «Національний Сорочинський ярмарок у Києві» у 2003 році; Почесними грамотами Київської обласної держадміністрації, Подякою голови Київського міської адміністрації.